# Sheba
Pour les articles homonymes, voir Sheba (homonymie).
 (juin 2025).
Si vous disposez d'ouvrages ou d'articles de référence ou si vous connaissez des sites web de qualité traitant du thème abordé ici, merci de compléter l'article en donnant les références utiles à sa vérifiabilité et en les liant à la section « Notes et références ».
Sheba est une marque de nourriture pour chats appartenant au groupe Mars.

## Historique
La marque est créée en 1982 à Hambourg, et appartient à l'entité Mars Petcare, qui détient entre autres Whiskas, Cesar, Pedigree, etc..
En 2010, la branche Mars Petcare US a annoncé la fin de la production et de la commercialisation de la gamme Sheba aux États-Unis. Une page spéciale sur le site officiel de Sheba explique que les raisons de cette décision sont économiques : « Bien que la gamme de produits Sheba Premium Cuts Dinners bénéficie d'une base de consommateurs fidèles, dans le contexte économique actuel, nous estimons que nos clients américains ne seront pas assez nombreux pour compenser les dépenses liés à l'import des produits et qui rendent leurs coûts de fabrication prohibitifs. »
Mais en 2012, l'entreprise est revenue sur sa décision.[Quoi ?]
En avril 2025, Sheba annonce la sortie d'un documentaire sur les fonds marins disponible sur Prime Video d'Amazon.

## Produits
La gamme de nourriture humide comprend trois types de produits :
- Les dômes : « Tendres mini filets » de viande ou de poisson en conserve (bœuf, canard, poulet, thon, crevettes)
- Les sachets fraîcheur Sheba Essensia : « Saveurs océanes » au poisson et « Suprêmes aux viandes »
- Les terrines : au poisson ou à la viande, parfois accompagnées de légumes